# Рефляция
Рефляция — это стимулирование экономики путем увеличения денежной массы или снижения налогов с целью повысить темпы роста цен до долгосрочного тренда после спада в деловом цикле. Рефляция является противоположностью дезинфляции, то есть стимулирования экономики с целью понизить темпы роста цен обратно к долгосрочному тренду.
Рефляция, которую можно рассматривать как форму инфляции (повышения уровня цен), отличается от «плохой» инфляции тем, что «плохая» инфляция — это инфляция выше линии долгосрочного тренда, а рефляция — это восстановление уровня цен, когда он упал ниже линии тренда. Например, если бы инфляция составляла 3 %, но в течение одного года она снижалась до 0 %, в следующем году потребуется инфляция 6 % (фактически 6,09 % из-за начисления сложных процентов), чтобы догнать долгосрочный тренд. Эта более высокая, чем обычно, инфляция является рефляцией, поскольку это возврат к долгосрочному тренду.
Это различие основано на теории экономического роста, которая предполагает, что существует некоторый «естественный» долгосрочный темп роста экономики и уровня цен. Подобно тому, как дезинфляция считается приемлемым противоядием от высокой инфляции, рефляция считается противоядием от дефляции (которая, в отличие от инфляции, считается негативным фактором независимо от её величины).
Понятие «рефляция» может применяться к экономической политике, при которой правительство использует фискальные или денежно-кредитные стимулы для увеличения объёма производства в стране. Это может быть достигнуто с помощью снижения налогов, изменения денежной массы или корректировки процентных ставок. Понятие также описывает первую фазу восстановления экономики, которая начинает испытывать рост цен в конце спада. С ростом цен занятость, объем производства и доходы также увеличиваются, пока экономика не достигнет уровня полной занятости.